# Sigma-Aldrich
Sigma-Aldrich Corporation é uma empresa americana de química, ciências da vida e biotecnologia, de propriedade da Merck KGaA.
Criada pela fusão em 1975 da Sigma Chemical Company e Aldrich Chemical Company, Sigma-Aldrich desde então, passou por várias aquisições até ter mais de 9.600 funcionários e ser listada na Fortune 1000 no momento de sua aquisição pela Merck. A empresa está sediada em St. Louis e possui operações em aproximadamente 40 países.
Em setembro de 2014, a empresa alemã Merck KGaA anunciou que estaria adquirindo a Sigma-Aldrich por US$ 17 bilhões. A aquisição foi concluída em novembro de 2015 e a Sigma-Aldrich se tornou uma subsidiária da Merck KGaA. Atualmente, a empresa faz parte dos negócios de ciências biológicas da Merck e, em combinação com os produtos da Millipore, adquiridos anteriormente pela Merck, operando como MilliporeSigma.

## História
Sigma Chemical Company de St. Louis e Aldrich Chemical Company de Milwaukee eram ambas empresas químicas americanas especializadas quando se fundiram em agosto de 1975. A empresa cresceu ao longo das décadas de 1980 e 1990, com expansão significativa em instalações, aquisições e diversificação para novos setores de mercado.

### Fundação, primeiros anos e história
- 1935 – Midwest Consultants foi fundada em St Louis pelos irmãos Fischer.
  - 1946 – Sigma foi formada a partir da Midwest Consultants e fabricava apenas  trifosfato de adenosina (ATP). Foram os primeiros a fabricar ATP pura.[5]
  - 1972 – IPO da Sigma[6]
- 1951 – Aldrich é fundada em Milwaukee por Alfred Bader e Jack Eisendrath e fabricava apenas 1-metil-3-nitro-1-nitrosoguanidina.
  - 1966 – IPO da Aldrich[7]
  - 1972 – Subsidiária Aldrich-Boranes lançada para fabricar produtos de hidroboração
- 1975 – Fusão de Sigma Chemical e Aldrich Chemical criando a Sigma-Aldrich.[8] No seu primeiro ano faturou US$ 43 milhões em vendas.[9]
- 1999 – Sigma-Aldrich alcança US$ 1 bilhão em vendas
- 2005 – Anunciada associação ao The RNAi Consortium[10]
- 2014 – Merck KGaA anunciou que compraria a Sigma-Aldrich por aproximadamente US$ 17 bilhões (€ 13,1 bilhões).[11][12]
- 3 de novembro de 2014 – Sigma-Aldrich apresentou uma declaração definitiva de procuração ao Securities and Exchange Commission dos EUA para realizar uma reunião especial com investidores sobre a aprovação da venda a Merck KGaA.[13]

### Aquisições

#### Anos 1970
- 1978 – Makor Chemicals

#### Anos 1980
- 1984 – Pathfinder
- 1986 – Bio Yeda, Bristol Organics
- 1989 – Fluka Chemie AG (companhia suíça fundada nos anos 1950) comprada por US$ 39 milhões.

#### Anos 1990
- 1993 – Supelco, Inc. adquirida para entrar no mercado de produtos para [cromatografia]]
- 1994 – LabKemi AB
- 1997 – Research Biochemicals International, Riedel-de-Haen, Techcares Systems, Carbolabs, YA Kemia
- 1998 – Genosys

#### Anos 2000
- 2000 – First Medical Inc., Amelung GmbH, ARK Scientific
- 2001 – ISOTEC (produz isótopos estáveis usados em pesquisa básica e diagnóstico médico)[14]
- 2004 – Ultrafine (um fornecedor de serviços contratados de fabricação para o desenvolvimento de medicamentos), Tetrionics (um produtor de ingredientes farmacêuticos ativos de alta potência e citotóxicos)[15]
- 2005 – JRH Biosciences,[16] an industrial supplier of cell culture products for the pharmaceutical and biotechnology industries; Proligo Group, a global supplier of genomics research tools
- 2006 – Beijing Superior Chemicals,[17] Iropharm, Pharmorphix,[18] Advanced Separation Technologies[19] (fabricante de produtos para cromatografia quiral)
- 2007 – Epichem[20] adquirida para expandir as capacidades nos mercados de ciências dos materiais e de semicondutores; Molecular Medicine BioServices adquirida para fornecer recursos de fabricação viral em larga escala; aliança anunciada com Sangamo BioSciences desenvolver reagentes de pesquisa de laboratório baseados em zinco
- 2009 – ChemNavigator
- 2010 – Cerilliant Corporation, ACE Animals
- 2011 – Resource Technology Corp, Vetec Química Fina
- 2012 – Research Organics Inc., BioReliance (uma empresa de toxicologia e diagnóstico veterinário); BioReliance tinha sido adquirida anteriormente por Invitrogen e posteriormente vendida para Avista Capital Partners.
- 2014 – Cell Marque[21]
- 2015 – Combinada com a EMD Millipore para formar a MilliporeSigma.[22]

## Números-chave
Números-chave para Sigma-Aldrich.
Receitas:
- US$ 2,79 bilhões (2014)

Produtos:
- 100.000 produtos químicos (46.000 manufaturados)
- 30.000 produtos de equipamentos de laboratório

Clientes:
- Aproximadamente um milhão de clientes individuais em todo o mundo
- 88.000 contas

Distribuição mundial das vendas (% das vendas de 2008):
- Estados Unidos 35%
- Europa 43%
- Canadá, Ásia do Pacífico, América Latina 22%

## Subsidiárias
Aldrich é um fornecedor no mercado de  pesquisa e química fina. A Aldrich fornece produtos químicos orgânicos e inorgânicos, blocos de construção, reagentes, materiais avançados e isótopos estáveis para síntese química, química medicinal e ciência de materiais. O catálogo de produtos químicos da Aldrich, o  "Aldrich Catalog and Handbook" ("Catálogo e Manual da Aldrich") é frequentemente usado como um manual devido à inclusão de estruturas, dados físicos e referências da literatura.
Sigma é o principal fornecedor de produtos bioquímicos da Sigma-Aldrich, com ofertas que incluem antibióticos, tampões, carboidratos, enzimas, ferramentas forenses, hematologia e histologia, nucleotídeos, proteínas, peptídeos, aminoácidos e seus derivados.

O logotipo da Sigma RBI.

Sigma RBI produz produtos especializados para uso nas áreas de sinalização celular e neurociência. Suas ofertas variam de reagentes bioquímicos padrão a ferramentas de pesquisa especializadas, incluindo ligantes para receptores e canais iônicos, inibidores enzimáticos, anticorpos fosfoespecíficos, enzimas-chave de transdução de sinal e ‘’kits’’ de ensaio para sinalização celular.

O logotipo da ISOTEC.

ISOTEC fornece produtos isotopicamente marcados para determinação de estrutura proteica, síntese de peptídeos, proteômica, pesquisa metabólica, imagem por ressonância magnética, ressonância magnética nuclear, substratos para testes de respiração, agricultura, bem como gases e misturas de gases.
Riedel-de Haën foi incorporada à Sigma-Aldrich em 1999 e fabrica reagentes e padrões.
Supelco é a marca de produtos de cromatografia da Sigma-Aldrich. Fornece colunas de cromatografia e ferramentas relacionadas para laboratórios ambientais, governamentais, alimentos e bebidas, farmacêuticos, biotecnológicos, médicos e químicos; produtos de preparação de amostras e padrões de referência químicos.

O logotipo da SAFC.

Sigma-Aldrich Fine Chemicals (SAFC) é a marca de fornecimento de produtos químicos finos da Sigma-Aldrich, especializada em matérias-primas para produtos para cultura celular; serviços personalizados para matérias-primas, fabricação de ingredientes ativos farmacêuticos.
Sigma Life Science fornece produtos como oligos de DNA/RNA personalizados; sondas de DNA e LNA personalizadas; siRNA; peptídeos marcados isotopicamente e bibliotecas de peptídeos.
Sigma Advanced Genetic Engineering (SAGE) Labs é uma divisão da Sigma-Aldrich especializada em manipulação genética de sistemas ‘’in vivo’’ para aplicações especiais de pesquisa e desenvolvimento. Foi formada em 2008 para investigar a tecnologia da nuclease de zinco e sua aplicação em modelos de pesquisa de doenças. Localizados em St. Louis, Missouri, o SAGE Labs desenvolveu ratos para o estudo de doenças e distúrbios humanos (como o autismo), que são vendidos por até US$ 95.000.  A SAGE também anunciou seu primeiro esforço bem-sucedido na criação de um "coelho nocaute". Suas instalações incluem laboratórios de pesquisa e desenvolvimento livres de patógenos, e biotério com biossegurança.
Carbolabs produz quantidades de pesquisa de produtos químicos produzidos por reações de fosgenação.  A empresa foi adquirida em 1998.
BioReliance fornece serviços de teste e fabricação a empresas farmacêuticas e biofarmacêuticas que abrangem o ciclo do produto do desenvolvimento pré-clínico inicial até a produção licenciada.
A empresa foi adquirida pela Sigma Aldrich em janeiro de 2012.

## Liderança atual
Udit Batra tornou-se CEO da MilliporeSigma em 2014. Batra liderou a fusão da SigmaAldrich e Merck Millipore, fechando em novembro de 2015.